# Thập niên 420
Thập niên 420 hay thập kỷ 420 bắt đầu từ ngày 1 tháng 1, 420, đến 31 tháng 12, 429.

## Sự kiện
- Thánh Augustine thành Hippo xuất bản The City of God (De civitate Dei, bắt đầu khoảng 413, kết thúc 426).